# Сент-Ипполит (Приморская Шаранта)
Сент-Ипполи́т (фр. Saint-Hippolyte) — коммуна во Франции, находится в регионе Пуату — Шаранта. Департамент коммуны — Приморская Шаранта. Входит в состав кантона Тонне-Шарант. Округ коммуны — Рошфор.
Код INSEE коммуны — 17346.

## Население
Население коммуны на 2010 год составляло 1329 человек.
| 1962 | 1968 | 1975 | 1982 | 1990 | 1999 | 2010 |
| ---- | ---- | ---- | ---- | ---- | ---- | ---- |
| 827  | 858  | 809  | 969  | 1109 | 1119 | 1329 |